# Photocryptus ater
Photocryptus ater là một loài tò vò trong họ Ichneumonidae.